# Державна виконавча служба України
Держа́вна викона́вча слу́жба Украї́ни (ДВС України) — колишній центральний орган виконавчої влади, діяльність якого спрямовувалася і координувалася Кабінетом Міністрів України через Міністра юстиції України, який реалізує державну політику у сфері організації примусового виконання рішень судів та інших органів (посадових осіб) відповідно до законів. 
Положення про Державну виконавчу службу України було затверджене Постановою Кабінету Міністрів України від 02.11.2014 № 229.
Кабінет Міністрів України 21 січня 2015 р. ухвалив рішення ліквідувати ДВС, приєднавши її до Мін'юсту . З цього моменту цей орган став структурним підрозділом Міністерства Юстиції України та став іменуватись "Департамент державної виконавчої служби України". 

## Органи
Органами державної виконавчої служби є:
- Державна виконавча служба України, що координується Міністерством юстиції України;
- управління державної виконавчої служби Головних управлінь юстиції Міністерства юстиції України в Автономній Республіці Крим, обласних, Київського та Севастопольського міських управлінь юстиції;
- районні, міські (міст обласного значення), районні у містах відділи державної виконавчої служби відповідних управлінь юстиції.

## Завдання
Завданням державної виконавчої служби є своєчасне, повне і неупереджене примусове виконання рішень, передбачених законом.
Міністерство юстиції України через Державну виконавчу службу України здійснює керівництво органами державної виконавчої служби та контроль за їх діяльністю, добір кадрів, методичне керівництво діяльністю державних виконавців, підвищення їх професійного рівня, фінансове і матеріально-технічне забезпечення органів державної виконавчої служби, розглядає скарги на дії державних виконавців, організовує виконання рішень відповідно до закону, надає роз'яснення та
рекомендації щодо виконання державними виконавцями рішень у порядку, встановленому законом.

## Працівники
Державний виконавець є представником влади і здійснює примусове виконання судових рішень, постановлених іменем України, та рішень інших органів (посадових осіб), виконання яких покладено на державну виконавчу службу, у порядку, передбаченому законом.
Працівники органів державної виконавчої служби:
- державні виконавці
- керівні працівники і спеціалісти Державної виконавчої служби України;
- управлінь державної виконавчої служби Головного управління юстиції Міністерства юстиції України в Автономній Республіці Крим;
- обласних, Київського та Севастопольського міських управлінь юстиції;
- районних, міських (міст обласного значення);
- районних у містах відділів державної виконавчої служби відповідних управлінь юстиції,

є державними службовцями.
Працівник органу державної виконавчої служби під час виконання службових обов'язків носить формений одяг, зразок якого затверджується Кабінетом Міністрів України(скасовано).
Станом на лютий 2016 року, заробітна плата працівника ДВС (державного виконавця) становить 2 тисячі гривень (максимум), що, в свою чергу, (у зв'язку з відсутністю будь-якої мотивації) унеможливлює виконання державними виконавцями виконавчих документів на належному рівні.